# Rådhuset och Rolandstatyn i Bremen

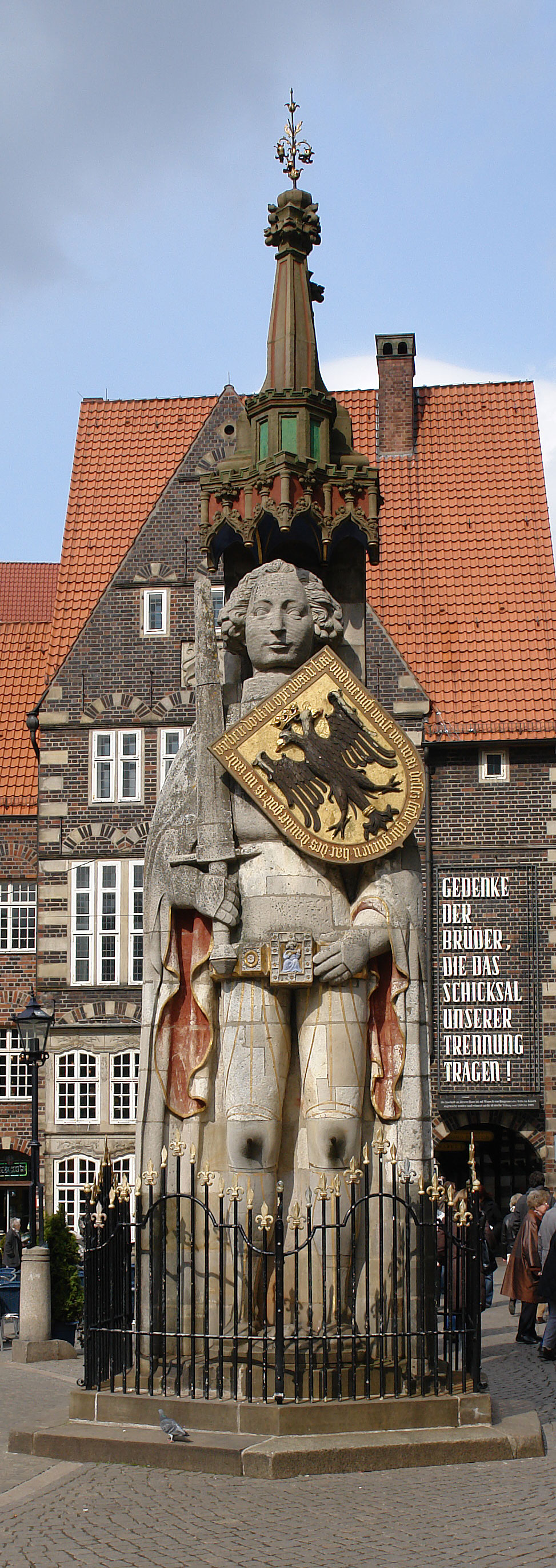
Rolandstatyn

Rådhuset och Rolandstatyn i Bremen är ett världsarv bestående av rådhuset i Bremen samt en staty framför det. Världsarvet upptogs 2004 på Unescos världsarvslista.

## Läge
Bremens rådhus ligger i stadens historiska stadskärna vid det stora marknadstorget. Rolandstatyn står precis framför rådhuset. Till höger om rådhuset finns Bremens domkyrka och en staty till minne av rikskanslern Otto von Bismarck. Till vänster om rådhuset ligger Bremens Vårfrukyrka. Vid rådhusets västra sida finns en staty som föreställer Stadsmusikanterna från Bremen.

## Rådhuset
Bremens första rådhusbyggnad nämndes i en urkund från 1229. Mellan 1405 och 1410 byggdes ett nytt rådhus i gotisk stil. Ansvarig var byggmästarna Salomon och Martin samt bildhuggarna Johannes och Henning. Huset byggdes i två våningar och utsmyckades vid sidan mot torget med figurer som föreställer kejsaren och de sju kurfurstarna. Även husets andra sidor fick figurer som avbildar profeter och visa personer.
Mellan 1608 och 1612 renoverades byggnaden under ledning av byggmästaren Lüder von Bentheim. Den mellersta delen av fasaden mot torget revs ner och fönstren blev fyrkantiga. Huset fick ett stort burspråk med en överbyggnad i flamländsk stil. Under tidens lopp fick huset en rad utbyggnader. Den största av dessa tillkom mellan 1909 och 1913 och kallas idag Neues Rathaus.
Under andra världskriget skyddades byggnaden med hjälp av träbrädor som täckte hela fasaden för bombningar. Den senaste restaurering skedde 2003.

## Rolandstatyn
Rolandstatyer finns i hela Tyskland som symbol för stadsrättigheter. De föreställer en upprätt stående riddare med blottat svärd. Statyn i Bremen står på ett 60 centimeter högt fundament och är 5,47 meter hög. Den lutar mot en pelare som är krönt med en baldakin. Tillsammans med fundamentet, pelaren och baldakinen är Rolandstatyn 10,21 meter hög.
Bremens första Roland var av trä och brändes antagligen den 28 maj 1366 av trupper som tillhörde ärkebiskopen Albert II av Braunschweig-Lüneburg. Enligt gamla faktureringar som 1822 hittades i Bremens rådhus skapades Rolandstatyn av bildhuggarna Claws Zeelleyher och Jacob Olde för 170 bremska mark. Med hjälp av falska urkunder krävde Bremens invånare sin rättighet att smycka statyn med kejsarens vapen, en örn med två huvuden.
Figuren är gjord av kalksten och pelaren av sandsten. De hade i början en färgglad målning men under 1700-talet var Rolandstatyn målat i grå. Efteråt målades bara utvalda delar av statyn. 1983 fick figuren ett nytt huvud (det gamla finns i ett museum).
Enligt tradition ska den som polerar statyns knä med handen återvända till Bremen.